# Georg Alexander Heinrich Herrmann von Callenberg

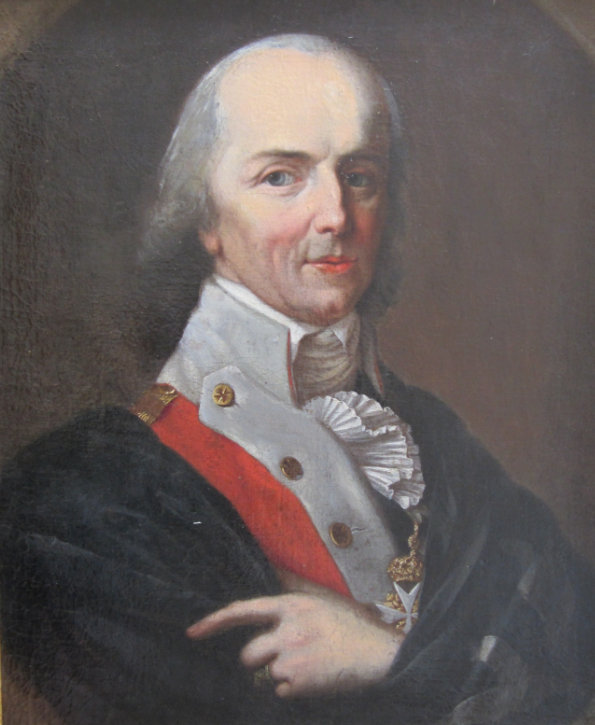
Graf Georg Alexander Heinrich Herrmann von Callenberg

Graf Georg Alexander Heinrich Herrmann von Callenberg (* 8. Februar 1744 in Muskau; † 4. Mai 1795 ebendort) war kurfürstlich-sächsischer Geheimer Rat, Standesherr der Freien Standesherrschaft Muskau in der Oberlausitz und Präsident der Oberlausitzischen Gesellschaft der Wissenschaften.

## Leben und Wirken
Sein Vater Johann Alexander von Callenberg erließ 1745 eine eigene Kirchen- und Schulordnung. Um das Lesen, Schreiben und Singen zu fördern, gründete er für die überwiegend wendische Bevölkerung Volks- bzw. Landschulen.
Diese Bestrebungen führte sein Sohn Georg Alexander fort. Unter dem Patronat der Callenbergs wurden auf eigene Kosten Schulbücher gedruckt, wendische Arme unterstützt und über den örtlichen Pastor Geldzuwendungen an die Schulanstalten gespendet. Georg Alexander von Callenberg erneuerte, nach 40-jähriger Pause und auf Bitten der Bürger, 1776 die Muskauer Schützengilde und gilt nach dem Wiederaufleben als deren Stifter. 1780 wurde Callenberg Präsident der Oberlausitzischen Gesellschaft der Wissenschaften. Des Weiteren war er Ritter des Johanniterordens.

## Herkunft und Familie

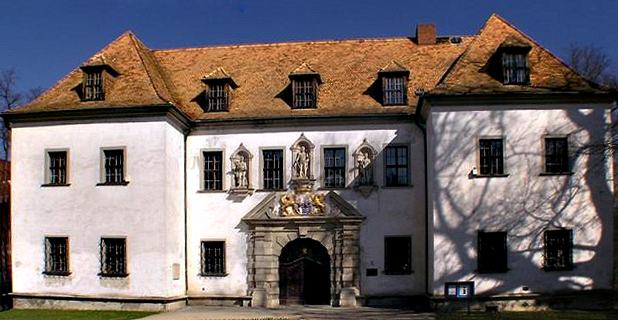
Fassade des Alten Muskauer Schlosses

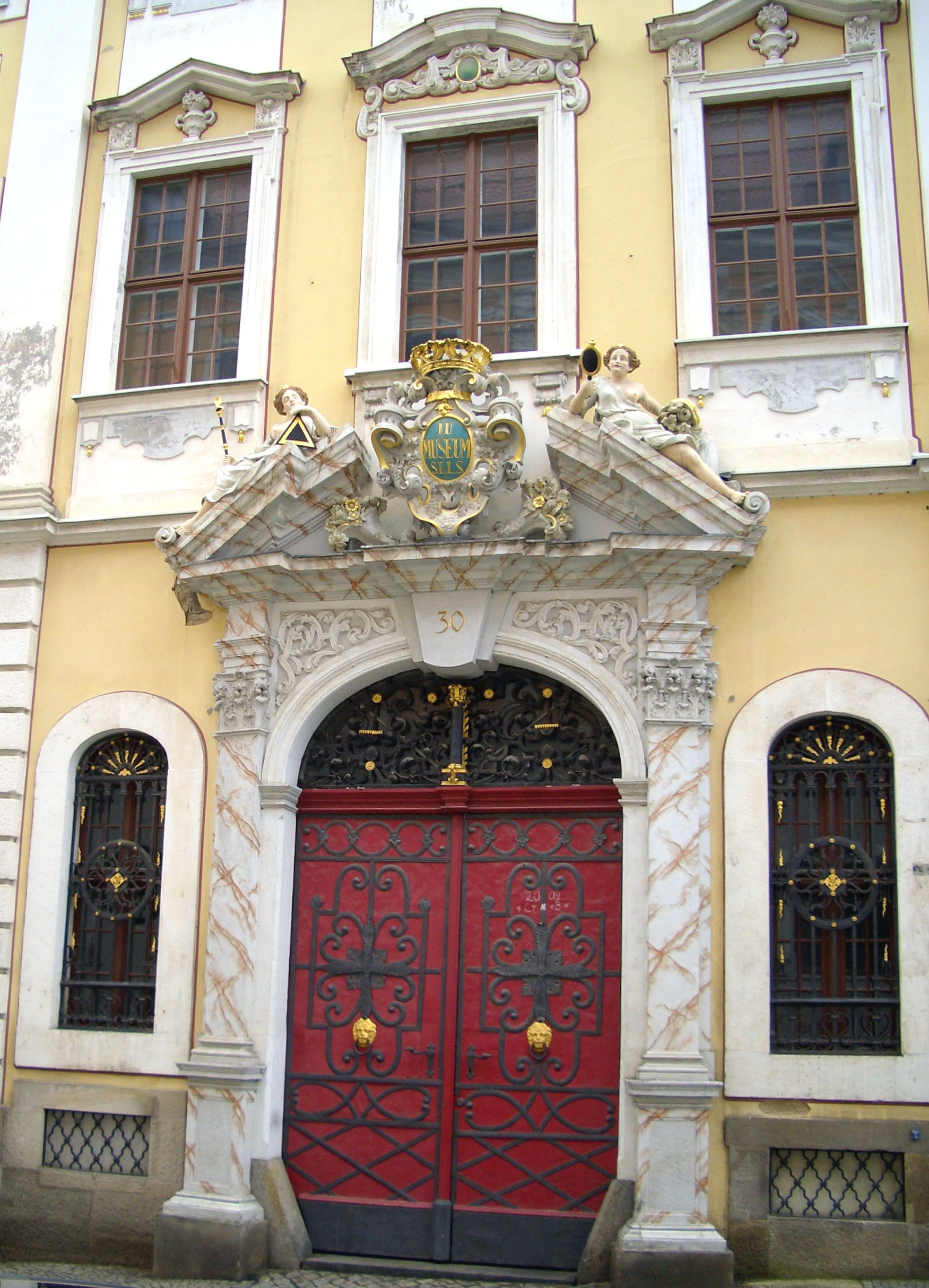
Sitz der Oberlausitzischen Gesellschaft der Wissenschaften in der Görlitzer Neißstraße 30

Georg Alexander Heinrich Herrmann von Callenberg stammte aus dem westfälischen Geschlecht derer von Callenberg mit dem Stammsitz Burg Calenberg bei Warburg. Seine Eltern waren Graf Johann Alexander von Callenberg (1697–1776) und dessen Ehefrau Rahel Luisa Henriette geb. von Werthern (1726–1753). 
Am 24. August 1769 heiratete er in Dresden Marie Henriette Olympe de la Tour du Pin (1746–1771). Sie hatten zwei Kinder, Johann Alexander von Callenberg und Clementine Kunigunde Charlotte Olympia Luise von Callenberg (1770–1850), die 1784/85 Ludwig Karl Johann Erdmann von Pückler (1754–1811) heiratete. Ihr gemeinsamer Sohn war der Landschaftsgestalter Hermann von Pückler-Muskau (1785–1871). 
In zweiter Ehe war Georg Alexander von Callenberg mit Marianne Wilhelmine Eleonore von Oertzen (1746–1809) verheiratet.